# Saint-Pons-de-Thomières
Saint-Pons-de-Thomières település Franciaországban, Hérault megyében. Lakosainak száma 1718 fő (2022. január 1.). Saint-Pons-de-Thomières Le Soulié, Courniou, Rieussec, Riols és Verreries-de-Moussans községekkel határos.

## Népesség
A település népessége az elmúlt években az alábbi módon változott:
| Lakosok száma | 3267 | 2733 | 2566 | 2157 | 1993 | 1892 | 1885 | 1794 | 1749 | 1718 |
|               | 1968 | 1982 | 1990 | 2006 | 2013 | 2015 | 2017 | 2019 | 2020 | 2022 |